# Démétrios II. Makedonský
Démétrios II. Aitolikos (kolem 275 př. n. l. – 229 př. n. l.) byl synem Antigona II. Gonata a makedonským králem z dynastie Antigonovců.
Již za života svého otce se vyznamenal při porážce Alexandra II. Épeirského. Od roku 242 př. n. l. působil jako spoluvládce svého otce, po jehož smrti v roce 239 př. n. l. nastoupil na trůn. Od počátku svého panování musel čelit koalici dvou mocných řeckých federací: aitólského a achajského spolku, které zanechaly obvyklého vzájemného válčení a spojily se za účelem svržení makedonské nadvlády v Řecku. Této koalici Démétrios uštědřil řadu těžkých porážek a vyrval přitom z jejich moci Bojótii. Lidové povstání v Épeiru, které vedlo k odstranění dosavadní královské vlády, však vážně oslabilo makedonské hegemonní postavení v Řecku. Zdolat Aitóly se Démétriovi nepodařilo ani s pomocí ilyrského krále Agrona, s nimž uzavřel spojenectví v roce 232 př. n. l. Kromě problémů v Řecku se Démétrios musel potýkat také s barbarskými Dardány, přicházejícími ze severu. Bitva s nimi se ale vyvíjela katastrofálně, přičemž sám Démétrios přišel v boji o život.
Démétrios se celkem třikrát oženil. Jeho první manželkou byla Stratoníké, dcera seleukovského krále Antiocha I. Sótéra. S ní se později rozvedl, což vedlo ke zhoršení vztahů se Seleukovci. Po Stratoníké následovaly Níkaia a Fthía (Chryseis), dcera Alexandra II. Épeirského. Jeho poslední manželka mu porodila syna Filipa, který byl však v době otcovy smrti teprve devítiletý.